# Conquereuil
 Conquereuil  es una población y comuna francesa, situada en la región de Países del Loira, departamento de Loira Atlántico, en el distrito de Châteaubriant y cantón de Guémené-Penfao.

## Demografía
| 1138 | 1048 | 959 | 929 | 893 | 955 |
| Para los censos de 1962 a 1999 la población legal corresponde a la población sin duplicidades (Fuente: INSEE [Consultar]) |      |     |     |     |     |